# Pericoma maculosa
Pericoma maculosa är en tvåvingeart som beskrevs av Wagner 1979. Pericoma maculosa ingår i släktet Pericoma och familjen fjärilsmyggor. Inga underarter finns listade i Catalogue of Life.